# Bandido (film 1956)
Bandido è un film del 1956 diretto da Richard Fleischer.

## Trama
Nel 1916, durante la Rivoluzione messicana, l'americano Wilson entra in un hotel messicano nel mezzo di una battaglia campale. Equipaggiato con una valigetta piena di granate Mk2, egli ne lancia alcuni esemplari nella piazza occupata dai "Regulares" consentendo al colonnello rivoluzionario Escobar di mettere in rotta i suoi nemici. Gli uomini di Escobar apprezzano Wilson, chiamandolo "El Alacran" (lo scorpione) per via dell'effetto delle sue granate sul nemico, assimilato alla puntura di un pungiglione.
Wilson, nella piazza occupata, offre di fornire ai mal equipaggiati uomini di Escobar, armi e munizioni, in cambio di metà bottino, ma Escobar decide di attaccare la prossima città senza il suo aiuto. Quando Escobar ritorna sconfitto, Wilson spiega che un mercante di armi statunitense di nome Kennedy sta arrivando per vendere una grossa fornitura di armi e munizioni al generale Lorenzo. Wilson propone di catturare Kennedy, obbligandolo a dirottare la sua merce a Escobar.
Prima di essere catturato, Kennedy invia un aiuto a Lorenzo perché possa predisporre una trappola. Kennedy afferma che le armi si trovano presso la sua abitazione per la pesca. Escobar decide di mandarlo là con alcuni dei suoi uomini, ma Wilson, che è attratto da Lisa, la moglie scontenta di Kennedy, convince Escobar a mandare al suo posto lei, con gran sgomento di Kennedy. Escobar ordina di fucilarla se non si trovano armi, ma Wilson l'aiuta a fuggire e la convince a dirigersi rapidamente a nord, verso Stati Uniti.
Arrabbiato per quello che egli percepisce come un tradimento, Escobar imprigiona Wilson insieme a Kennedy, in attesa della loro esecuzione. Wilson in qualche modo ha ancora due granate, che usa per aprirsi una via di fuga. Gli uomini di Escobar danno loro la caccia e cercano di sparare a Kennedy, ferendolo. I ribelli devono però interrompere la ricerca quando le truppe regolari avanzano verso la città. Wilson porta Kennedy da un prete, che estrae la pallottola e cerca di raggiungere il vero deposito segreto delle armi. Quando Lisa arriva con i "Regulares", Kennedy diventa geloso e cerca di sparare a Wilson, solo finendo ucciso da Escobar, che era rientrato per assicurarsi che i nemici non s'impadronissero delle armi. 
Wilson ed Escobar corrono verso la costa e trovano le due chiatte che stanno per essere portate nel cargo. Essi usano alcuni dei beni di Kennedy per tenere lontani i "Regulares". Quindi i "Regulares" scorgono i ribelli di Escobar che si avvicinano e predispongono un agguato. Wilson spara alla chiatta contenente dinamite. L'esplosione devasta i soldati nascosti e i sopravvissuti fuggono. Wilson rifiuta l'offerta di Escobar di unirsi alla ribellione e se ne va per ritornare da Lisa.

## Produzione
Le riprese ebbero luogo nei veri siti in cui si combatterono varie battaglie della rivoluzione messicana del 1916 narrate nel film. Molte tra le comparse messicane più anziane erano reduci della rivoluzione ed ex soldati di Pancho Villa.

### Riprese
Il film venne girato in Messico, nello specifico nei centri di Iguala, Acapulco, Cuernavaca, Taxco, Tepoztlán, Yautepec de Zaragoza e Xochitepec.

## Distribuzione
Distribuito negli Stati Uniti nel settembre 1956; in Italia nel marzo 1957.